# Sint-Jan-de-Doperkerk (Paal)

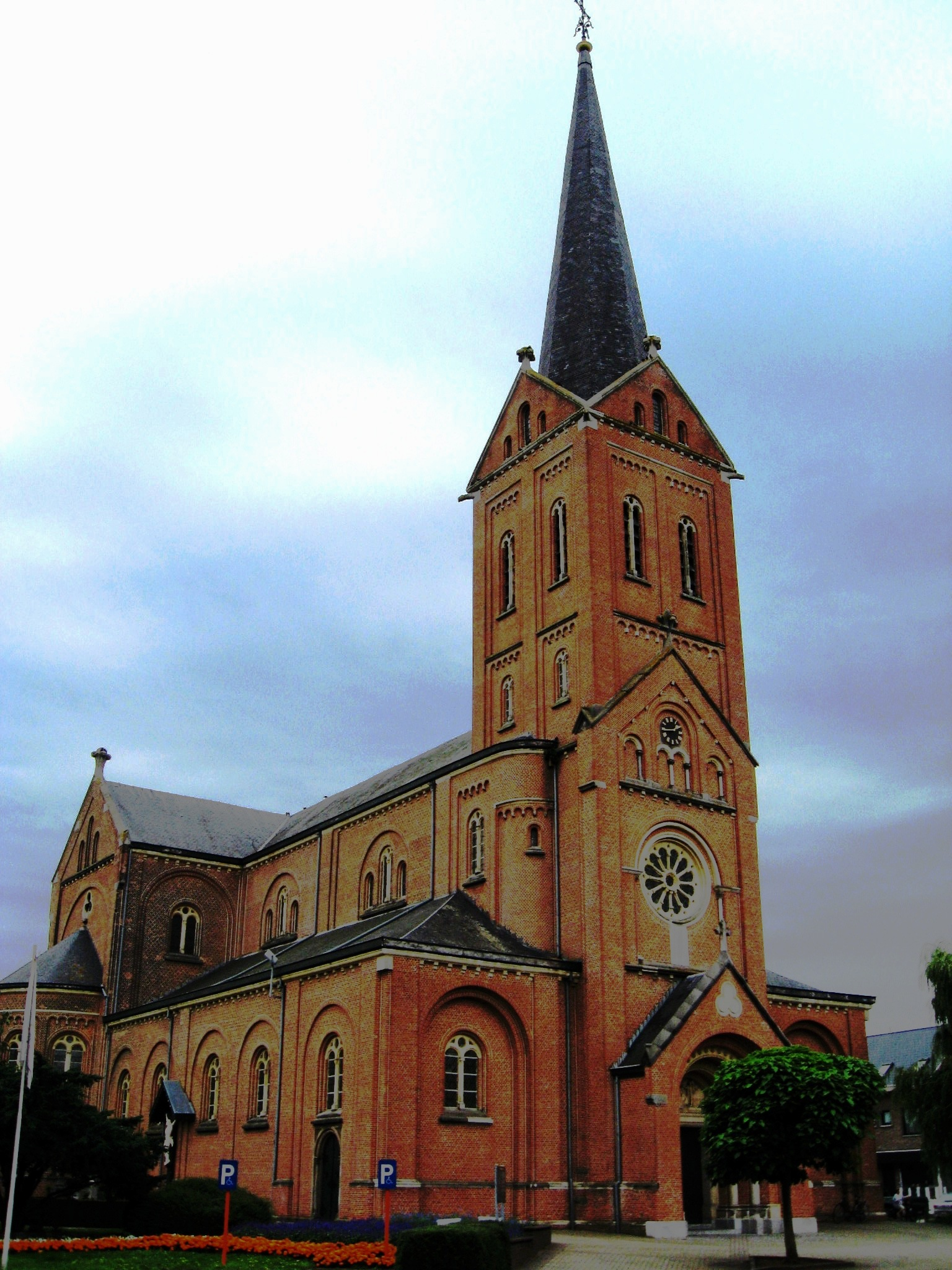
Sint-Jan-de-Doperkerk

De Sint-Jan-de-Doperkerk is de parochiekerk van Paal, gelegen aan Paal-Dorp in de Belgische provincie Limburg.
Reeds in 1459 werd melding gemaakt van een capelle staende tusschen Pale en Merlebergh (Meelberg). In 1513 was er sprake van een beneficie ten voordele van het altaar van Sint-Jan.
Vanwege de afstand tot de moederkerk in Beringen wensten ook de inwoners van Paal om de kapel tot parochiekerk te verheffen. Dit geschiedde pas in 1716. In 1905 splitste de parochie van Tervant zich op haar beurt hiervan weer af.
De bouw van de huidige kerk, waarbij het bestaande gotische kerkje werd gesloopt, begon in 1862, en in 1877 werd deze ingewijd. Architect was Herman Jaminé. Het is een neoromaanse kruisbasiliek, waarvan de ingebouwde westtoren bekroond wordt door een achtkantige spits tussen vier topgevels. De hoofdingang is versierd met een timpaan die de doop van Christus voorstelt. Het interieur bevat voornamelijk laat-19e-eeuwse kunstwerken en een orgel van Jean-Joseph Delhaye uit 1835. Het koor is begin 20e eeuw kleurig beschilderd. Enkele oudere voorwerpen omvatten een 18e-eeuws houten beeld van Maria met Kind, en een communiebank uit 1774, afkomstig uit de Abdij van Herkenrode.